# جينا جيمسون
جينا جيمسون (بالإنجليزية: Jenna Jameson) هي ممثلة أفلام إباحية أمريكية سابقة، ولدت باسم جينا ماري ماسولي في 19 أبريل 1974. حازت على لقب أشهر ممثلة اباحية في العالم و«ملكة الإباحية.» بدأت التمثيل في 1993 بعد ان عملت راقصة تعري وعرضة إغراء. في الفترة بين 1993 و1996 ربحت 3 أعلى ثلاث جوائز للقادمات الجدد من منظمات أفلام اباحية. منذ ذلك الحين ربحت أكثر من 20 جائزة وادخل اسمها إلى قائمة المشاهير في X-Rated Critics Organization (XRCO) وAdult Video News (AVN).
قامت جيمسون بانشاء شركة متعة باسم «نادي جينا» (Club Jenna) في سنة 2000 بالاشتراك مع جاي جاردينا (Jay Grdina)، الذي تزوجته في وقت لاحق. الشركة كانت في البداية عن موقع إنترنت واحد، وتوسعت عن طريق الاهتمام بصفحات إنترنت مشابهة لممثلين آخرين وصارت تنتج افلام اباحية في سنة 2001 . أول هذه الافلام «بريانا تحب جينا» (Briana Loves Jenna) الذي ضم الممثلة بريانا بانكس (Briana Banks) حاز على مرتبة أكثر الافلام مبيعاً وأكثر الافلام استئجاراً في الـAVN Awards سنة 2002. في سنة 2005 كانت الشركة تقدر ب30 مليون دولار أمريكي، وأرباحها تقدر بنصف ذلك المبلغ. الاعلانات لموقعها لافلامها - التي كثيراً ما تحمل صورتها - معلقة على لوحة طولها 48 قدم في ساحة التايمز Times Square في مدينة نيويورك. Playboy TV يستضيف برنامج تلفزيوني باسم جينا نجم الجنس الأمريكي (Jenna's American Sex Star) الذي فيه يتنافس ممثلون اباحيون جدد على عقد مع شركة نادي جينا.
جيمسون أيضاً مشهورة بسبب نجاحها في الانتقال من مشهورة اباحية إلى شخصية مشهورة، ابتداءً بدورها في فيلم Private Parts سنة 1997 لHoward Stern. استمرت بالظهور في قناة قناة E! التلفزيونية، تمثيل صوتي في لعبة Grand Theft Auto: Vice City التي حازت عليها جائزة سنة 2002، ودورها في برنامج Mister Sterling في محطة هيئة الإذاعة الوطنية سنة 2003. ترجمتها الذاتية «كيف تمارس الحب مثل الممثلة الاباحية: قصة تحذيرية» الذي نُشر سنة 2004 ظل في لائحة الكتب الأكثر مبيعاً في نيويورك لمدة ستة اسابيع.

## نشأتها
ولدت جينا ماري ماسولي في التاسع من أبريل سنة 1974 في مدينة لاس فيجاس في ولاية نيفادا الأمريكية. أبوها هو لاورنس ماسولي، إيطالي أمريكي كان يعمل شرطاً وكان مخرج برامج لـKSNV-DT. أمها جوديث بروك هَنت ماسولي، التي كانت تعمل كفتاة عرض ترقص في عرض Folies-Bergère في فندق Tropicana Resort & Casino
. لقد ماتت امها بسبب سرطان الجلد قبل أن تبلغ جينا من العمر عامين. تكاليف العناية والادوية التي احتاجتها الجوديث افقرت العائلة واضطروا لتغيير مكان سكنهم عدة مرات، تضمن ذلك العيش في بيت متنقل والعيش مع أم والدها. كان أبوها يمضي القسم الأكبر من وقته في عمله، لذا كانت جينا قريبة جداً من أخوها طوني ماسولي. توفيت والدتها بسبب سرطان الجلد في 20 فبراير 1976
، شهرين قبل عيد ميلاد ابنتها الثاني. وكانت كثيراً ما تظهر في مسابقات جمال كطفة وأخذت دروساً في الباليه
في أوكتوبر سنة 1990، اللعنة عليها عندما كانت عائلتها تسكن في مزرعة في فرومبرج، مونتانا، تم اغتصاب جينا من قبل اربع شباب بعد مباراة كرة قدم، حصل الحادثة بعد ما حاولت العودة للمنزل، وركبة السيارة مع أربعة معتقدة أنهم سيوصلونها للمنزل.
تقول جينا في تجمتها الذاتية:
| ” | هل دخلت هذه التجارة لانني كنت ضحية أو لانني اردت النجاح في شيء ما؟ نظرت إلى الأمر من كل جانب، وكل مرة كنت اصل إلى الاستنتاج نفسه: لم يكن للامر ادنى تأثير. لقد حدث الأمر في وقت متأخر ليؤثر في شخصيتي. ان حدث أو لم يحدث، على كل الحالين كنت سأصبح ممثلة اباحية. لقد زرت عدد كافي من الاطباء النفسيين لاعرف ذلك. | “ |

تقول جينا انه تم اغتصابها مرة أخرى عندما كانت في السادسة عشر من عمرها، من قبل بريتشر عم صديقها جاك. (بريتشر ينفى ذلك). بدل من أخبار والدها تركت البيت وانتقلت للعيش مع صديقها جاك الذي كان أول علاقة جدية لها.
كان جاك يعمل في فن الأوشم وهو الذي اعطاها أول عدد من الأوشم، منها الوشم الذي أصبح علامتها التجارية: قلبان على الجزء الأيمن من مؤخرتها. أخوها طوني، الذي احترف مهنة الأوشم بنفسه فيما بعد، إضافة الكلمات «كاسرة القلوب» "HEART BREAKER".

## بدايتها في العمل
حاولت أن تقليد أمها في مهنة «فتاة استعراض» في لاس فيغاس، لكن رفظتها معظم العروض بسبب طولها الغير مناسب في ذلك الوقت الذي كان 5 أقدام و8 بوصات (173 سم). ووظفت في منتجع ديزني لاند (Disneyland Resort)، لكن غادرت المنتجع بعد شهرين مؤكدة أن الجدول قاسٍ، والأجر كان مزعج.
صديقها جاك شجعها على طلب للحصول على فرص عمل كراقصة،  وفي عام 1991 رغم أنها قاصرة بدأت الرقص في نادي تعري في لاس فيغاس باستخدام بطاقة هوية مزيفة. بعد رفضها من نادي «كريزي هوس تو» للتعري بسبب التقويم الذي على أسنانها، أزالت التقويم باستخدام كماشة بعدها تم قبولها. بعد ستة اشهر أصبحت تحصل على 2000 دولار في الليلة، قبل التخرج من مدرسة بونانزا الثانوية (Bonanza High School).
أول اسم فني لها كراقصة كان «جيناسين» (Jennasis) والذي إستخدمته في وقت لاحق من أجل التجارة عندما أنشأت شركة ("Jennasis Killing Co."). اختارت اسم «جينا جيمسون» لاستخدامه كنموذج في دليل الهاتف عن اسم العائلة الذي يطابق اسمها الأول، وقررت في النهاية وضعت اسم «جيمسون» نسبة لنوع الويسكي، المعروف أنها تشربه.
إضافة إلى الرقص، بداية من أواخر سنة 1991، وقعت مع المصورة سوزي راندال من أجل صور عارية في لوس انجليس، بهدف الظهور في مجلة بينهوس (Penthouse) بعد أن ظهرت صورها في العديد من المجلات الرجالية تحت أسماء مختلفة، بعدها توقفت عن العمل لسوزي راندال، بعد أن شعرت أن سوزي راندال كالـ«القرش» التي كانت تأخذ المصلحة منها.
بينما كانت في المدرية الثانوية، بدأت تعاطي المخدرات -الكوكايين، إل إس دي، والميثامفيتامين- برفقة شقيقها (الذي كان مدمن للهيروين) وأحياماً مع والدها. تفاقم إدمانها بعد أربع سنوات مع صديقها.وفي الأخير توقفت عن تناول الطعام بشكل صحيح وأصبحت عارضة نحيلة جداً؛ تركها جاك في 1994.كان وزنها 76 رطل (أقل من 35 كيلوغرام) عندمى أجلسها صديق على كرسي المقعدين وأرسلها لوالدها، الذي كان يعيش في ردينغ، كاليفورنيا، والدها لم يتعرف عليها عندما نزلت من الطائرة.

## العمل في الأفلام الإباحية

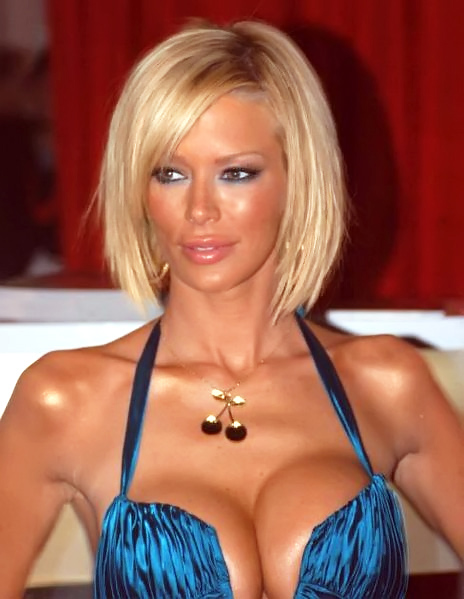
في معرض الترفيه AVN للكبار عام 2007، 12 يناير 2007

جينا قالت أنها بدأت في تمثيل الأفلام الإباحية للانتقام من خيانة صديقها جاك أول ظهور لها في فيلم جنسي كان في 1993، في فيلم غير صريح من المخرج أندرو بليك. مع صديقتها نيكي تايلر، التي كانت عارضة لسوزي راندال. أول المشاهدها الإباحية صورها راندي ويست وظهرت في فيلم (Up and Cummers 10) و(Up and Cummers 11) سنة 1994. وحصلت على الاهتمام بسرعة وظهرت في عدة أفلام إباحية أخرى خلال إقامتها في لاس فيغاس.
جينا قامت بأول عملية زرع ثدي في 28 يوليو 1994، لتجميل تعريها وأفلامها. بحلول عام 2004 قامت بعمليتان مختلفتان من زرع الثدي وزرع الذقن.
أول فيلم إباحي لجينا كان فيلم سحاق (وهي الطريقة الشائعة لأداء الإناث للمهنة).وقالت:«فتاة-على-فتاة سهل وطبيعي.ثن عرضوا علي الكثير من المال لأفعل صبي-فتاة.» أول مشهد مغايرة لها كان في فيلم  Up and Cummers 11 (1994)  في بداية مهنتها وعدت نفسها بأنها لن تصور مشاهد الجنس الشرجي أو الاختراق المزدوج في الأفلام. بدلاً من «حركة التوقيع» كان الجنس الفموي زلق مع اللعاب. كما أنها لم تفعل أي من مشاهد الجنس العرقية مع الرجال (على الرغم من شعبيته في الألفية الثانية) عندما سُئلت عن (The Howard Stern Show) في 8 فبراير 2008 قالت أنه لم يكن بالضرورة أن تعارض فعل هذا.وكان هناك بعض الرجال السود يعملون في الإباحية عندما بدأت، ولا أحد منهم حصراً للشركة نفسها كما قالت.
في 1994، بعد التغلب على إدمانها للمخدرات بعد قضاء عدة أسابيع مع والدها وجدتها، انتقلت للوس انجليس، للعيش مع نيكي تايلر. بدأت العرض من جديد، وفي 1995 أبوها تمنى أن تعمل في مجال خارج الأفلام الإباحية. أول فيلم لها بعد هذا كان (Silk Stockings). لاحقاً في 1995 شركة ويكد بكتشر (Wicked Pictures) شركة أفلام إباحية صغيرة، وقعت معها في عقد حصري. وتذكر أن تقول لمؤسس الشركة ستيف اورنشتاين:«الشيء الأهم لي الآن هو أن أصبح النجمة الكبرى شهدتها هذه المهنة».
كسبت جينا جيمسون من العقد 6,000 دولار أمريكي لكل ثمانية أفلام في أول سنة لها. أول عرض مميز لها كان Blue Movie (1995)، ولعبت في هذا الفيلم دور مراسلة تحقيق في الأمور الإباحية، وفازت بجوائز AVN متعددة. في 1996 فازت جينا الجوائز من أفضل الهيئات في هذا المجال، جائزة XRCO لأفضل نجم جديد، وجائزة AVN لأفضل نجم جديد، وجائزة FOXE للمرأة المشاكسة في الفيديو.وكانت أول ترفيهية تفوز بالجوائز الثلاث كلها. وتبعها سيل من الجوائز الأخرى.
وبحلول عام 2001، كسبت جينا 60,000 دولار في يوم ونصف من تصوير دي في دي واحد.و8,000 دولار في الليلة من الرقص في نادي تعري.وحاولت تقييد نفسها بخمسة أفلام في السنة ووإسبوعان من الرقص في الشهر. زوجها جاي غردينا قال أنها تكسب ما يساوي بقدر 25000 في ليلة من الرقص.
منذ نوفمبر 2005، أصبحت مقدمة برنامج قناة البلاي بوي Jenna's American Sex Star، حيث نجوم إباحية مستقبلة يتنافسون في الأداء الجنسي من أجل عقد مع شركتها، كلوب جينا.في أول سنتين فاز بالعقد كل من بريا بينيت وروكسي جيزال.
في أغسطس 2007، أزالة جينا أزالة تكبير صدرها، وصغرته من حجم D إلى C كاب.وقالت أيضاً أنها انتهت من الظهور أمام الكاميرا في أفلام إباحية، رغم ذلك ستستمر في العمل في كلوب جينا، الذي كان يحصل على 30 دولار في السنة. في يناير 2008، جينا أكدت أنا تعتزل العروض الإباحية

## الترجمة الذاتية

الترجمة الذاتية الأكثر مبيعاً، كيف تمارس الحب مثل الممثلة الاباحية: قصة تحذيرية.

الترجة الذاتية لجينا، كيف تمارس الحب مثل الممثلة الاباحية: قصة تحذيرية نُشرت في 17 أغسطس 2004، وشاركت في كتابته نيل شتراوس، بمساهمة النيو يورك تايمز ورولينغ ستون ونشر من قبل ريغان بوكس (ReganBooks) وتقسيم هاربركولينز HarperCollins. كان من الكتب الأكثر مبيعاً خلال ستة أسابيع في «قائمة نيو يورك للأكثر مبيعاً». الترجمة الذاتية حصلة على جائزة "Mainstream's Adult Media Favorite" بالتعادل مع مسلسل (Family Business) للمخرج سيمور بوتس.وتُرجم الكتاب للغة الألمانية باسم نجم إباحي.الترجمة الذانية (Pornostar. Die Autobiographie) في نوفمبر 2005، وللغة الإسبانية باسم «كيف تمارس الجنس مثل الممثلة الاباحية» (Cómo Hacer El Amor Igual Que Una Estrella Porno) في يناير 2006.
الكتاب يشمل بدايتها في العمل من بدايتها في أعمال العرض والعيش مع صديقها فنان الوشوم، وحتى تلقيها جائزة «الجذابة الذهبية(Hot d'Or)» الإباحية في كان، وصور من زواجها من زواجها الثاني. ولم ينسى التفاصيل الدنيئة من إغتصلبها مرتين، إدمان المخدرات، الزواج الأول التعيس، والعديد من الأمور مع الرجال والنساء. السرد مقسم على شكل الصور الشخصية، مذكرات الطفولة، مقابلات عائلية، سيناريو الأفلام، وقصص قصص مصورة.
ناشر الترجمة الذاتية، جوديث ريغان، عَمِل أيضاً كمنتج في لأخبار تلفزيون (tie-in)، صرحت جينا جيمسون بهذا، بث التصريح على قناة (VH1) بتاريخ 16 أغسطس 2004، يوم واحد قبل صدور الكتاب. في أبريل 2005، ريغان بوكس وجيمسون قدما دعاوى قضائية ضد بعضهم البعض.الخلاف كان حول اقتراح برنامج تلفزيون الواقع عن حياة جينا اليومية، نوقش بينها وبين زوجها اللاحق جاي غريدينا، وشبكة A&E. ريغان بوكس أقرت أن الاتفاق مع A&E كان خرق لعقد جيمسون، الذي يشير إلى أن ريغان بوكس لها حصة في الأرباح لكل من الاستناد الخاص على مذكراتها وعلى البرنامج الواقعي، وأيضاً «أي مشاريع مشابهة.»

## الجوائز
| سنة  | مراسم                             | جائزة                                      | عمل                                                  | الشريك في الجائزة                              |
| ---- | --------------------------------- | ------------------------------------------ | ---------------------------------------------------- | ---------------------------------------------- |
| 1995 | NightMoves Award                  | Best New Starlet (Fan’s Choice)            | —                                                    | —                                              |
| 1996 | جوائز إيه في إن                   | Best Actress – Video                       | Wicked One                                           | —                                              |
| 1996 | جوائز إيه في إن                   | Best Couples Sex Scene – Film              | Blue Movie                                           | T.T. Boy                                       |
| 1996 | جوائز إيه في إن                   | Best New Starlet                           | —                                                    | —                                              |
| 1996 | F.O.X.E. Award ‏                   | Video Vixen                                | —                                                    | —                                              |
| 1996 | Hot d'Or Award ‏                   | Best New American Starlet                  | —                                                    | —                                              |
| 1996 | Hot d'Or Award ‏                   | Best American Actress                      | —                                                    | —                                              |
| 1996 | جائزة اكس روكو                    | Starlet of the Year                        | —                                                    | —                                              |
| 1996 | NightMoves Award                  | Best Actress (Fan’s Choice)                | —                                                    | —                                              |
| 1997 | AVN Award                         | Best Couples Sex Scene – Film              | Jenna Loves Rocco                                    | روكو سيفريدي                                   |
| 1997 | AVN Award                         | Best Couples Sex Scene – Video             | Conquest                                             | Vince Vouyer                                   |
| 1997 | F.O.X.E. Award                    | Female Fan Favorite                        | —                                                    | Jeanna Fine & Shane                            |
| 1997 | Hot d'Or Award                    | Best American Actress                      | —                                                    | —                                              |
| 1997 | NightMoves Award                  | Best Actress (Fan’s Choice)                | —                                                    | —                                              |
| 1998 | AVN Award                         | Best All-Girl Sex Scene – Film             | Satyr                                                | Missy                                          |
| 1998 | F.O.X.E. Award                    | Female Fan Favorite                        | —                                                    | Tiffany Mynx، استاسي فالنتاين & ستيفاني سويفت ‏ |
| 1998 | Hot d'Or Award                    | Best American Actress                      | Sexe de Feu, Coeur de Glace                          | —                                              |
| 2002 | KSEXradio Listener's Choice Award | Favorite Porn Star                         | —                                                    | —                                              |
| 2003 | AVN Award                         | Best All-Girl Sex Scene – Video            | I Dream of Jenna                                     | Autumn & نيكيتا دينيسي ‏                        |
| 2003 | AVN Award                         | Best Renting Title of the Year             | Briana Loves Jenna                                   | برينا بانكس ‏                                   |
| 2003 | AVN Award                         | Best Selling Title of the Year             | Briana Loves Jenna                                   | برينا بانكس ‏                                   |
| 2003 | Adam Film World Guide Award ‏      | Best All-Girl Sex Scene – Video            | Briana Loves Jenna                                   | برينا بانكس ‏                                   |
| 2003 | G-Phoria Award ‏                   | Best Female Voice Performance[بحاجة لمصدر] | Grand Theft Auto: Vice City                          | —                                              |
| 2003 | KSEXradio Listener's Choice Award | Favorite Porn Star                         | —                                                    | —                                              |
| 2004 | XRCO Award                        | Best Girl/Girl scene                       | My Plaything: Jenna Jameson 2                        | كارمن لوفانا                                   |
| 2004 | KSEXradio Listener's Choice Award | Favorite Porn Star                         | —                                                    | —                                              |
| 2004 | بينت هاوس                         | Pet of the Month – January ‏                | —                                                    | —                                              |
| 2005 | Adam Film World Guide Award       | Female Pornographer of the Year            | How to Make Love Like Porn Star: A Cautionary Tale   | —                                              |
| 2005 | Adam Film World Guide Award       | Best Actress                               | The Masseuse                                         | —                                              |
| 2005 | AVN Award                         | Best Actress, Film                         | The Masseuse                                         | —                                              |
| 2005 | AVN Award                         | Best All-Girl Sex Scene, Film              | The Masseuse                                         | سافانا سامسون                                  |
| 2005 | AVN Award                         | Best Couples Sex Scene, Film               | The Masseuse                                         | Justin Sterling                                |
| 2005 | XRCO Award                        | Mainstream's Adult Media Favorite          | How to Make Love Like a Porn Star: A Cautionary Tale | Tied with Seymore Butts/Family Business        |
| 2005 | XRCO Award                        | Hall of Fame ‏                              | —                                                    | —                                              |
| 2006 | AVN Award                         | عضو قاعة مشاهير مجلة أخبار أفلام البالغين ‏ | —                                                    | —                                              |
| 2006 | AVN Award                         | Crossover Star of the Year                 | —                                                    | —                                              |
| 2006 | AVN Award                         | Best Supporting Actress – Film             | The New Devil in Miss Jones ‏                         | —                                              |
| 2006 | AVN Award                         | Best All-Girl Sex Scene – Film             | The New Devil in Miss Jones ‏                         | Savanna Samson                                 |
| 2006 | Temptation Award                  | Best All-Girl Sex Scene – Film             | The New Devil in Miss Jones ‏                         | Savanna Samson                                 |
| 2006 | جائزة إكس بي آي زد                | Businesswoman of the Year                  | —                                                    | —                                              |
| 2006 | F.A.M.E. Award ‏                   | Favorite Adult Actress                     | —                                                    | —                                              |
| 2006 | F.A.M.E. Award ‏                   | Fan Favorite for Hottest Body              | —                                                    | —                                              |
| 2007 | AVN Award                         | Crossover Star of the Year                 | —                                                    | —                                              |
| 2007 | F.A.M.E. Award                    | Favorite Performer of All Time             | —                                                    | —                                              |
| 2007 | NightMoves Award                  | Hall of Fame                               | —                                                    | —                                              |

## خارج الإباحية
جينا أيضاً معروفة بتحقيق شهرة على مستوى عالي خارج الإباحية - حتى جلب الإباحية نفسها أقرب إلى المجتمع المحافظ من أجل نشر الوعي والقبول.وقد فالت:«دائماُ اعتنقت جذوري القاسية، لكن أن أصبح اسماً مألوف هو أمر مهم بالنيبة لي.»